# Schongau
Schongau település Németországban, azon belül Bajorországban. Lakosainak száma 12 769 fő (2023. december 31.). Schongau Peiting és Hohenfurch községekkel határos.

## Népesség
A település népessége az elmúlt években az alábbi módon változott:
| Lakosok száma | 1803 | 6599 | 10 561 | 10 182 | 11 719 | 12 023 | 12 252 | 12 298 | 12 401 | 12 769 |
|               | 1875 | 1950 | 1975   | 1987   | 2012   | 2014   | 2016   | 2017   | 2021   | 2023   |

## Képgaléria

Schongau
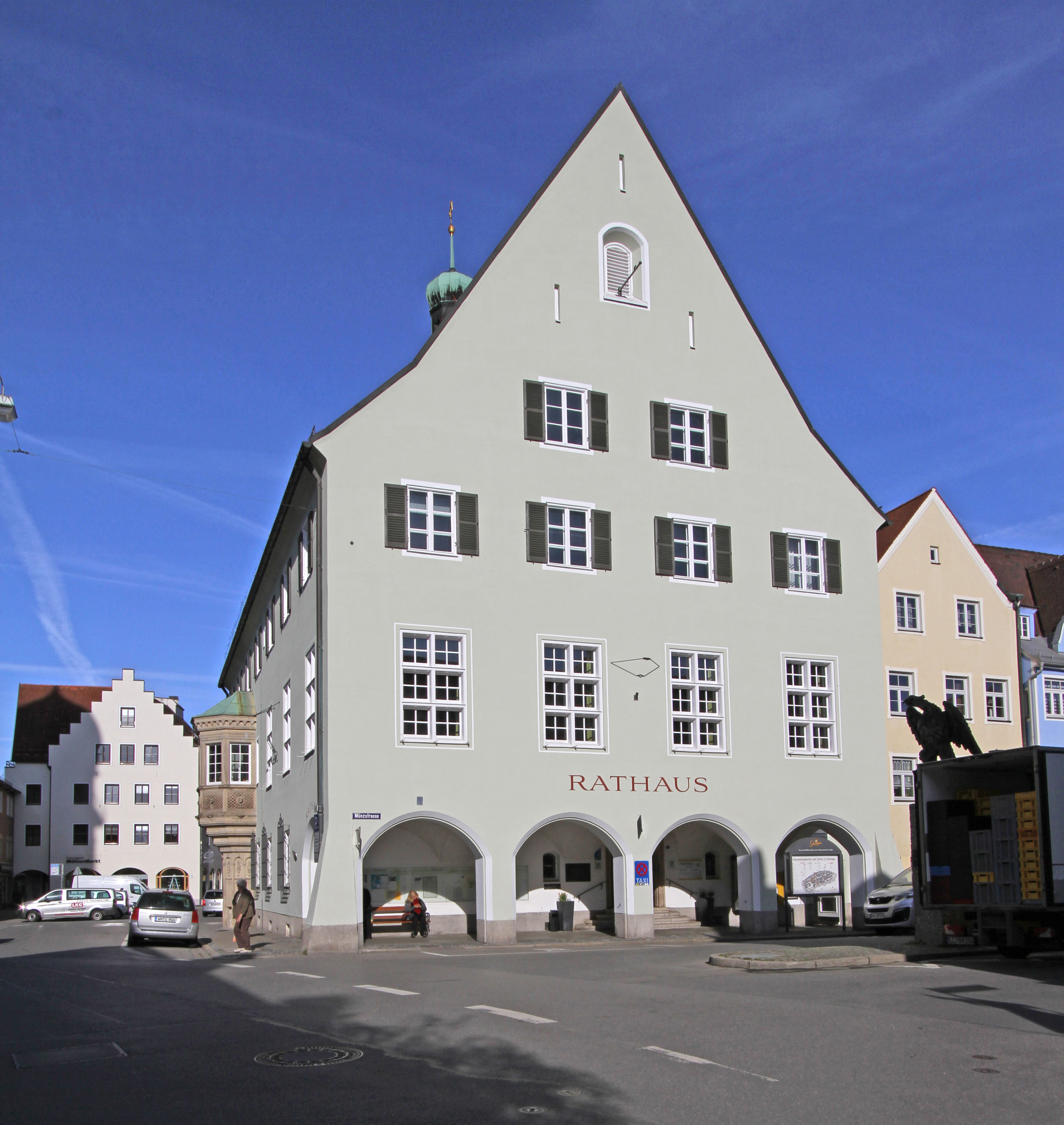
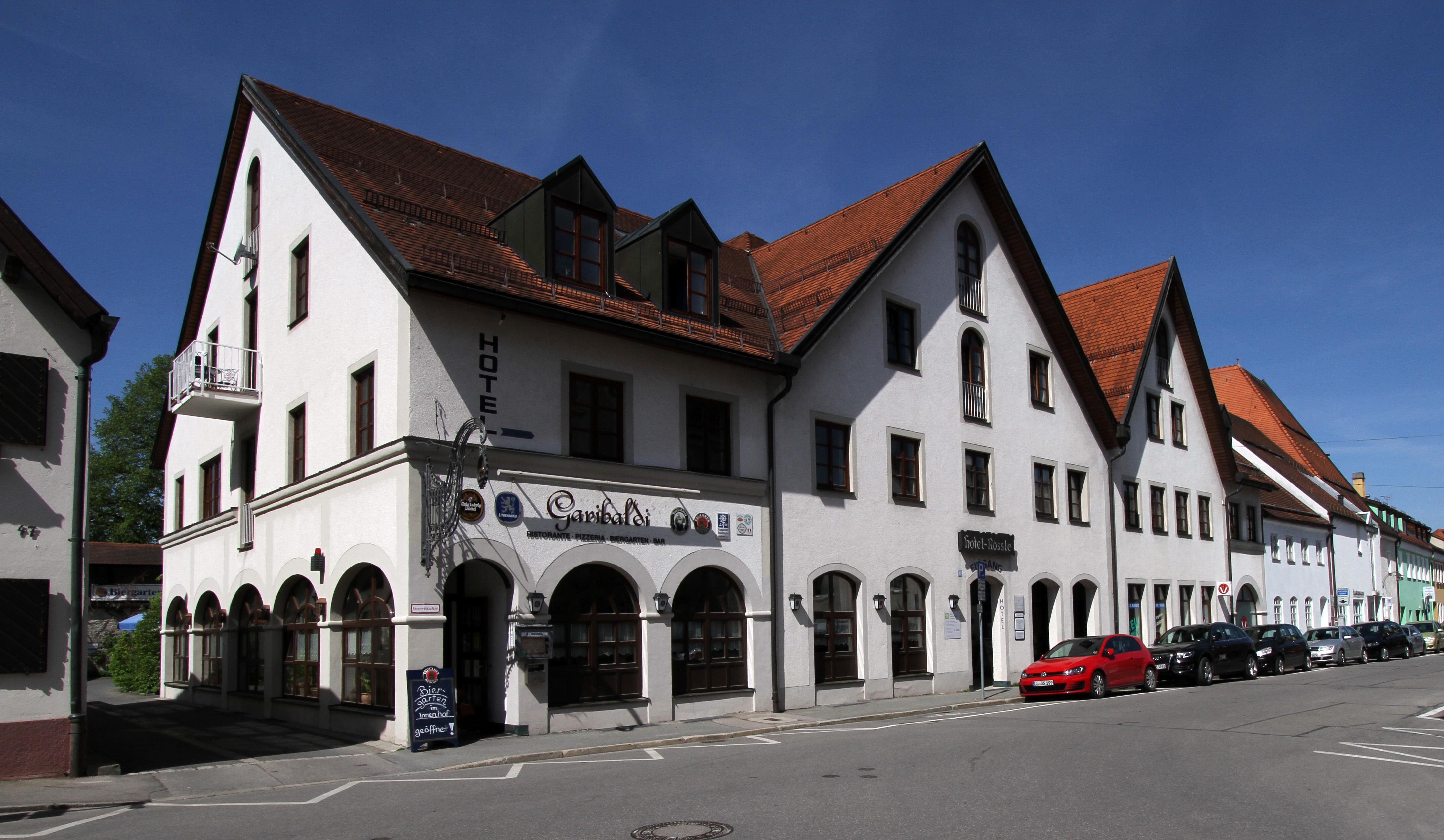
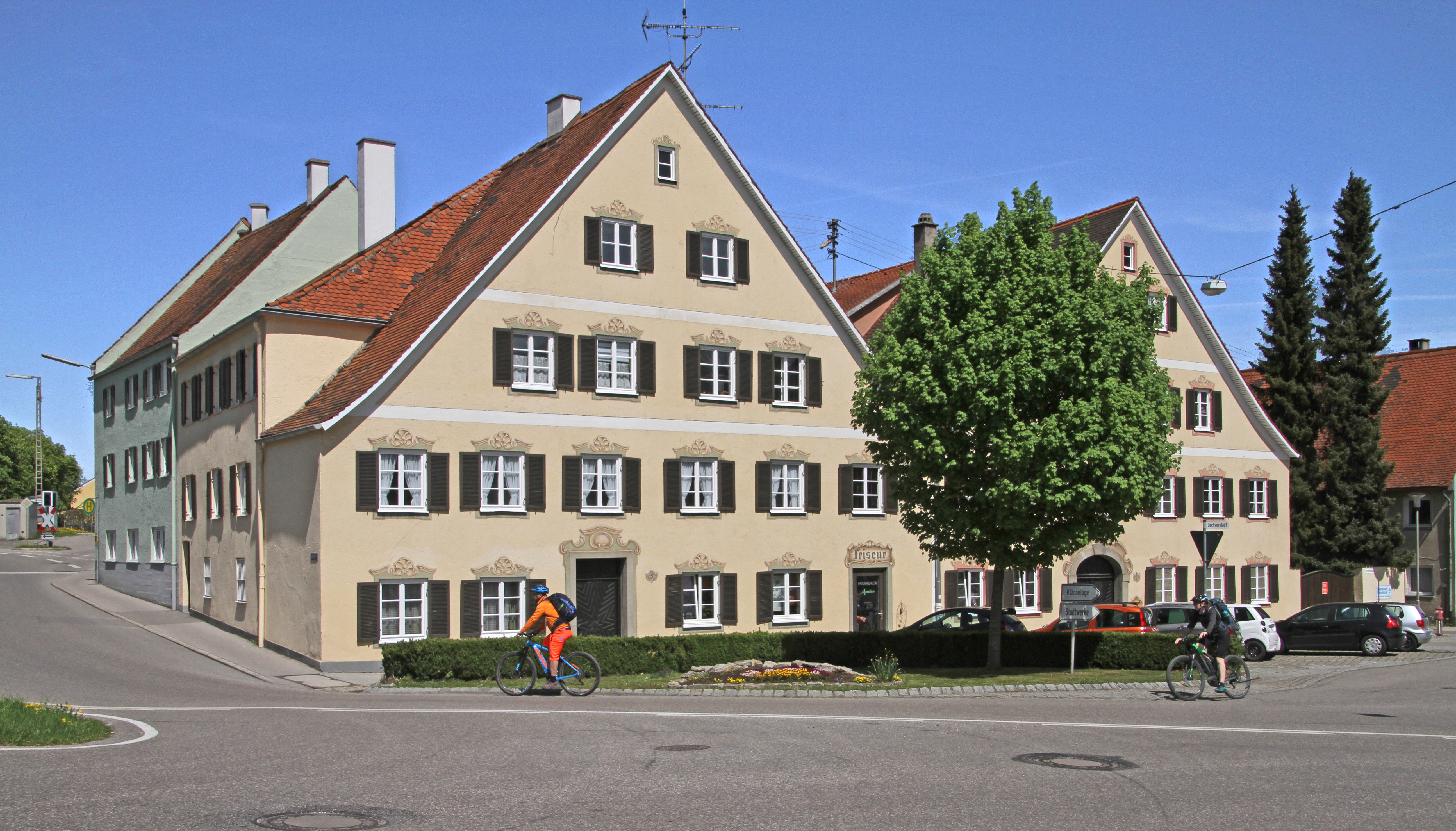
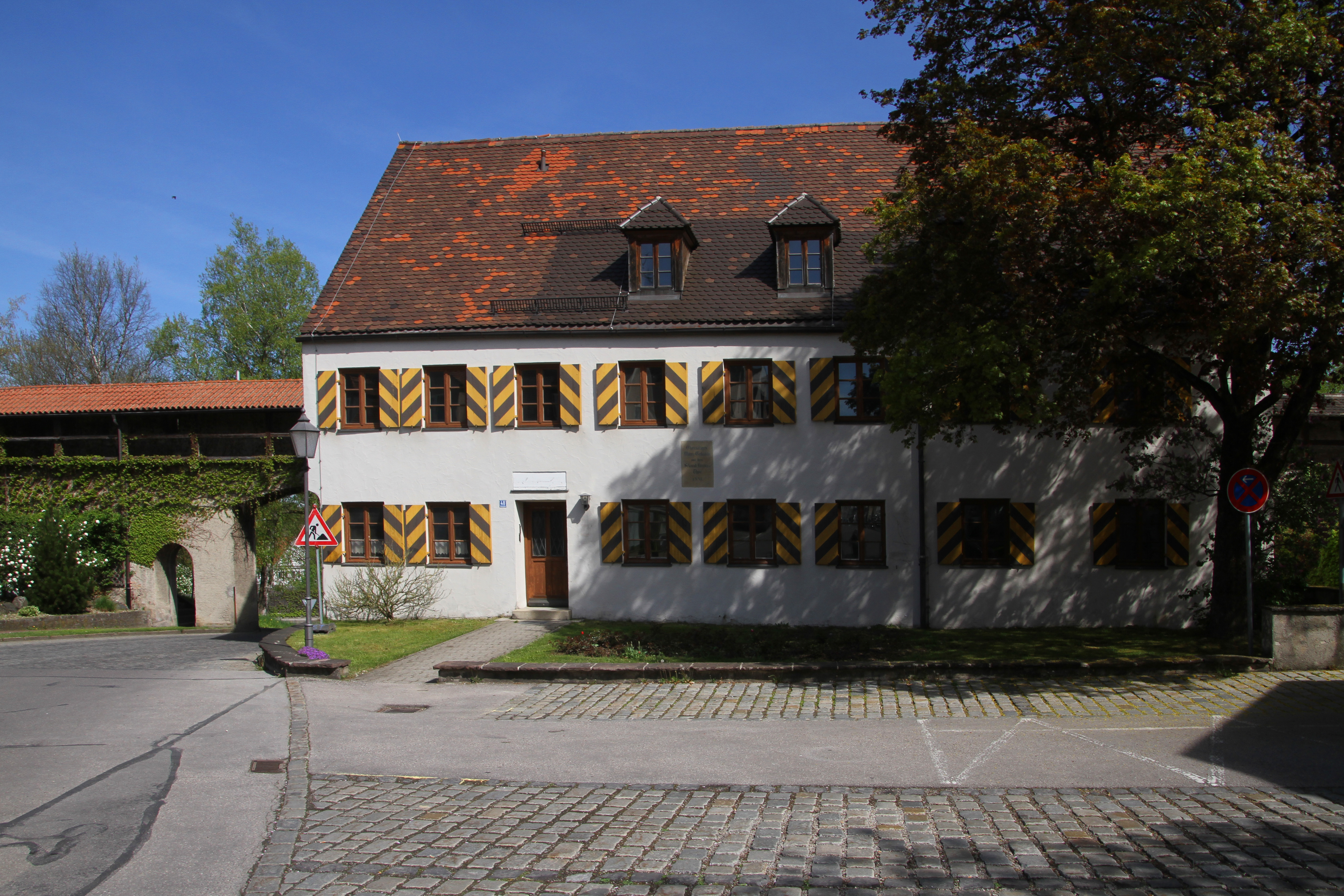
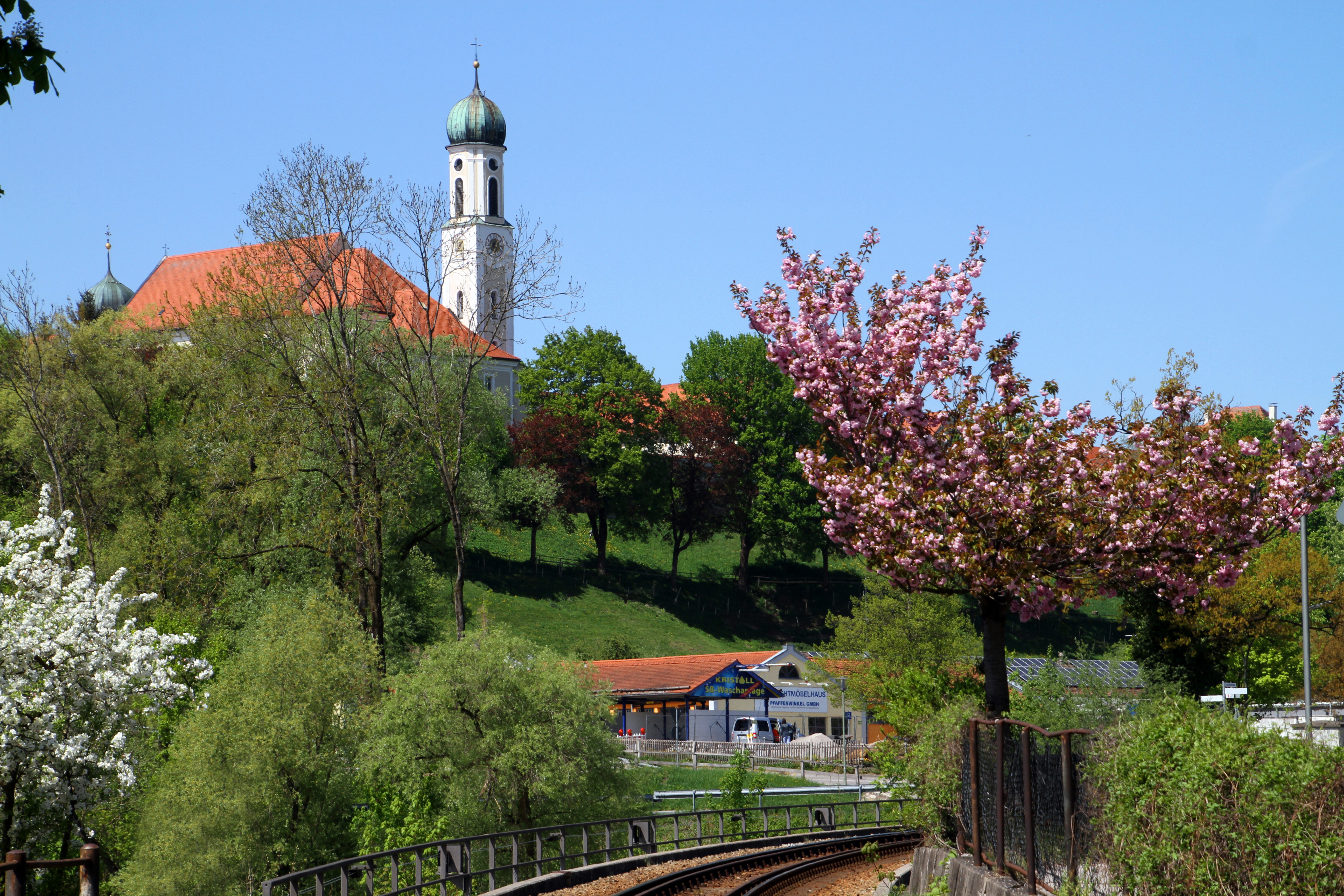
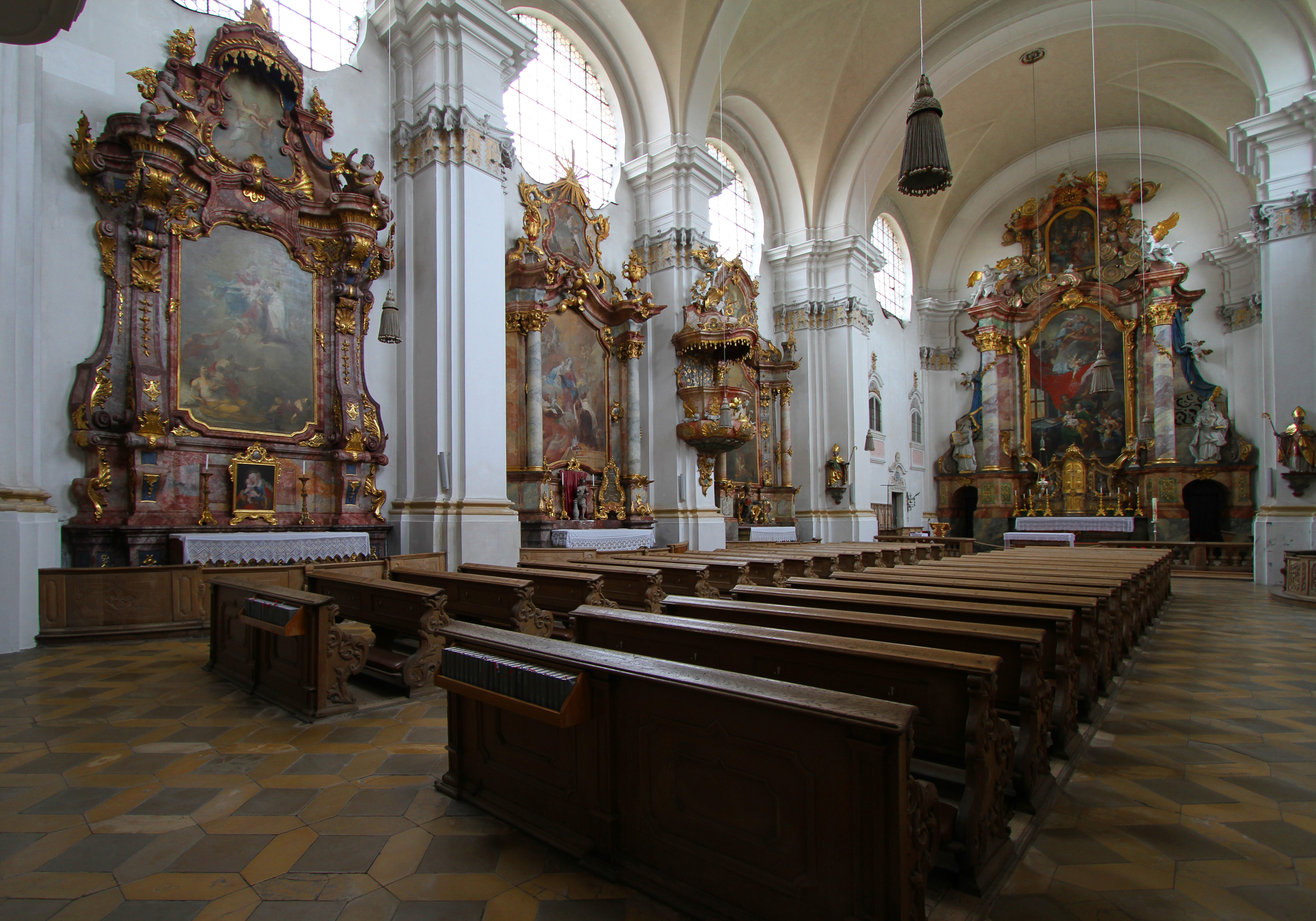
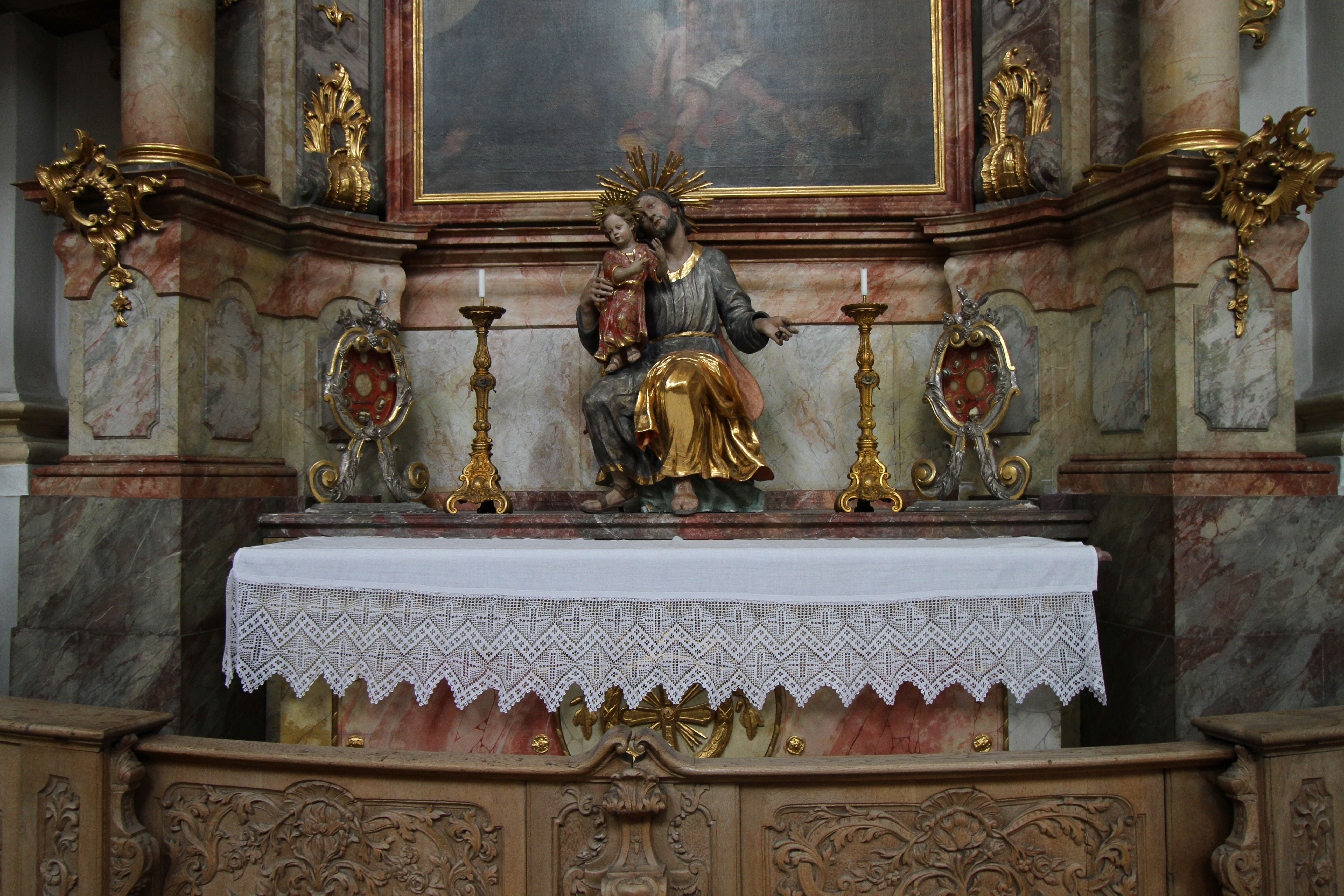
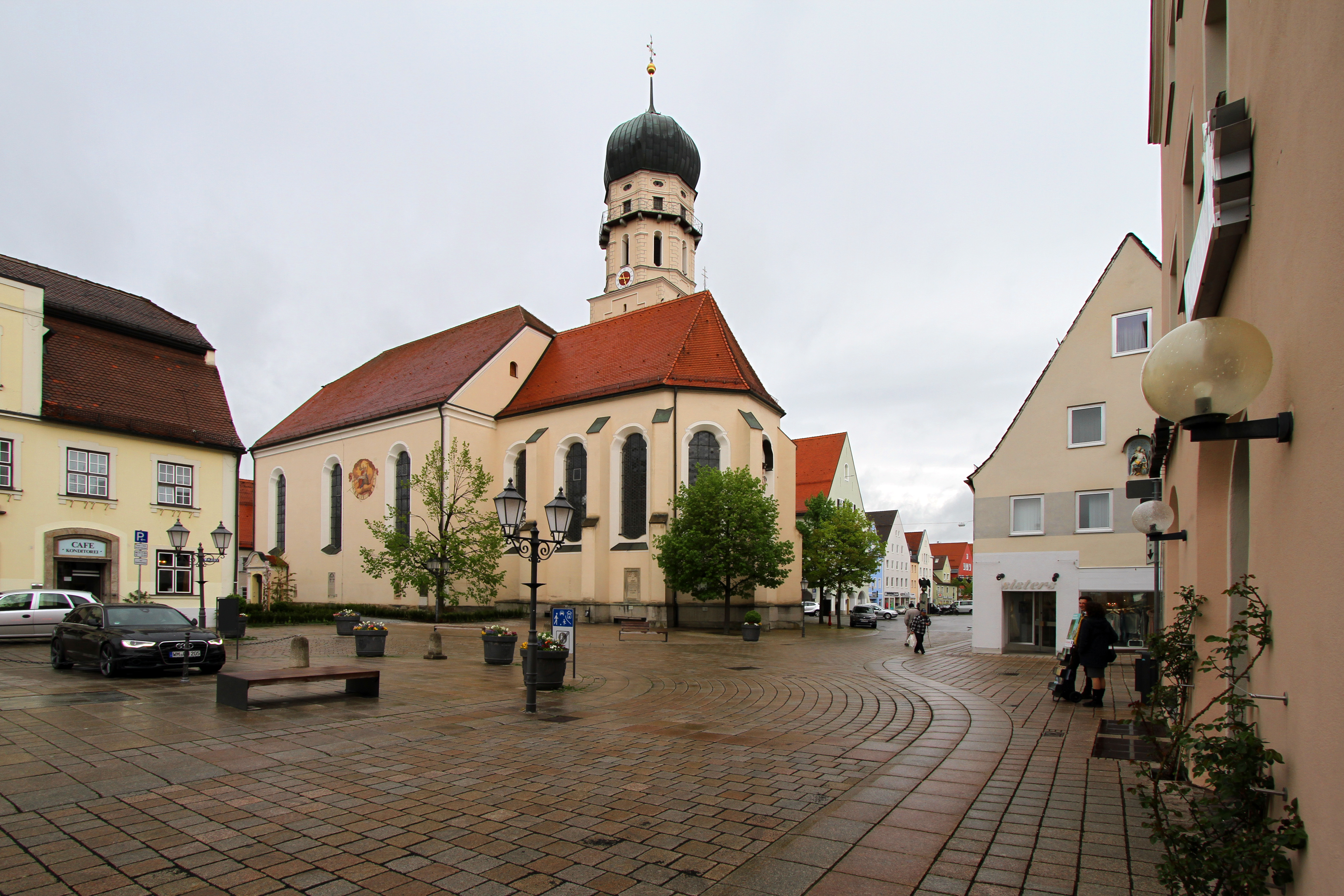
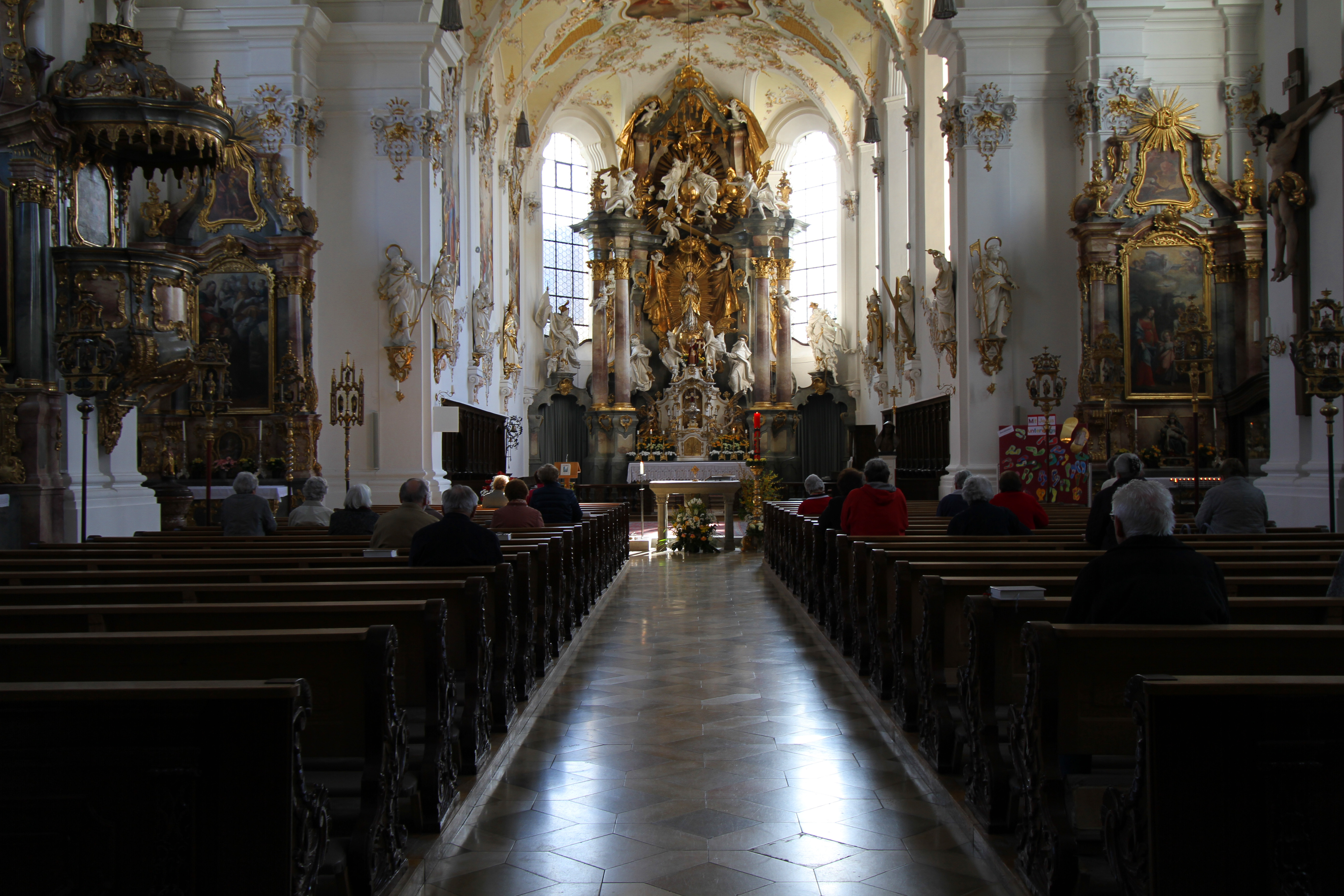
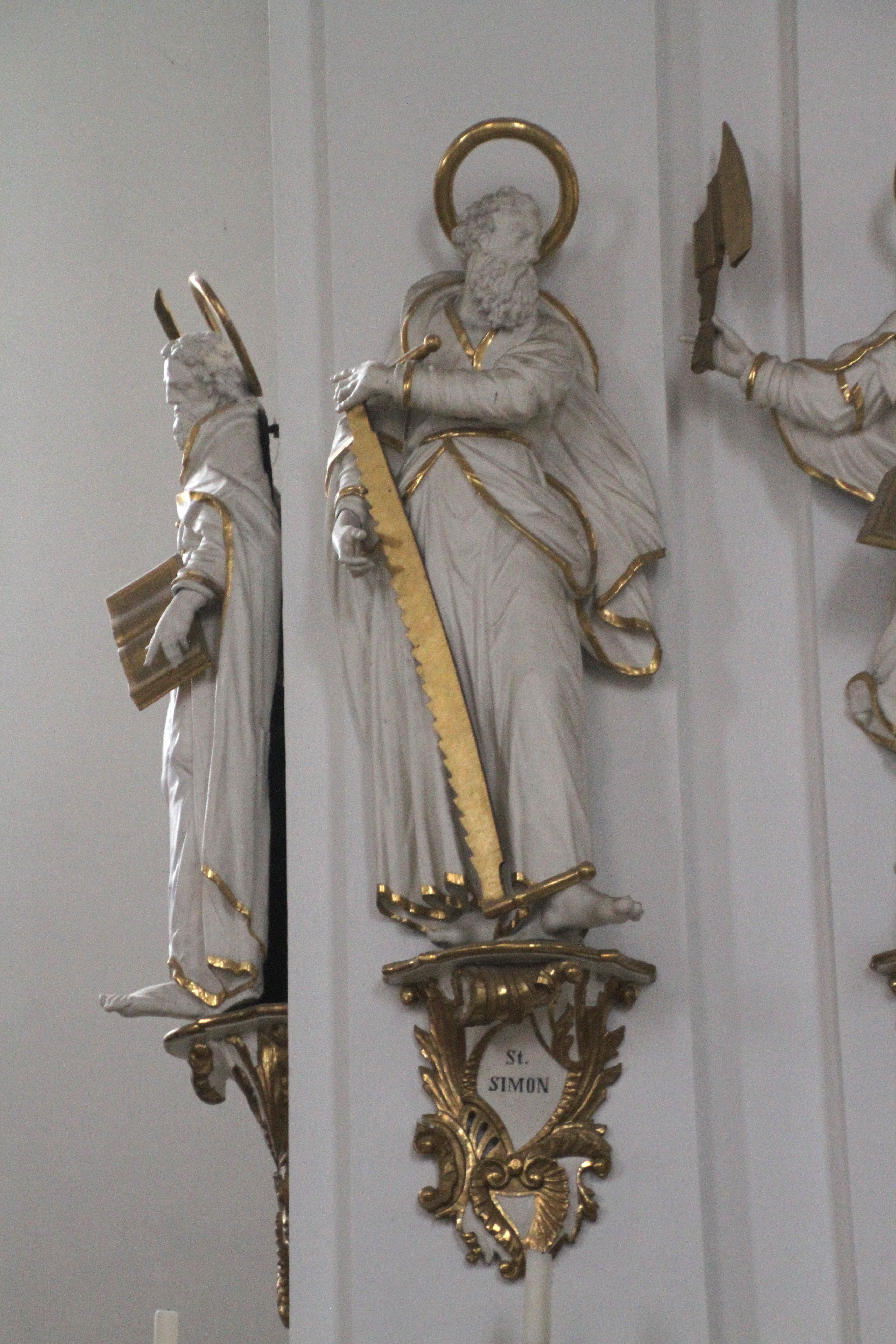